# Osztrák Postatakarékpénztár
Az Osztrák Postatakarékpénztár (németül: Österreichische Postsparkasse) Bécs egyik leghíresebb szecessziós épülete, amelyet Otto Wagner tervezett és épített. Bár mindössze néhány év választja el testérépületétől, a szintén szecessziós budapesti Postatakarékpénztártól, stílusuk rendkívül eltérő. Az Osztrák Postatakarékpénztár székházának szánt épületet különlegessé teszi a külsejét borító szegecselt kőlapos épületburkolás, kialakítása miatt sokan a modern építészeti stílus egyik korai előfutárának tartják. A nyolcemeletes épület 2017-ig a Bawag P.S.K. székhelye volt. 2020-ban az Iparművészeti Egyetem, a linzi Johannes Kepler Egyetem, az Osztrák Tudományos Akadémia és az Osztrák Tudományos Alap közös tudományos campusává vált.

## Története

### Tervezés és építés
1904-1906 között a k.u.k. Postsparcassen-Amt 1904 és 1906 között épült Otto Wagner tervei alapján a Ringstrasse övezetben, a Georg-Coch-Platz 2. szám alatt, az akkoriban teljesen új vasbeton építési móddal. 1906. december 17-én nyitották meg az épületet. Az épületet 1910-1912-ben kibővítették, többek között az értékpapírügyletek lebonyolítására szolgáló pénztárral.
A Ringstrasse fejlesztése során az épületet a Stubenviertel központjának tervezték, jóval később, mint az utca más részeit. A területen 1900 körülig a Császári és Királyi Hadsereg Ferenc József laktanyája állt. Az egykori Ferenc József-kapu a Stubenringre vezetett. Az új épületre 1903-ban írtak ki építészeti pályázatot, amelyen Otto Wagner lett az egyik díjazott, így az ő tervei alapján épült fel az Osztrák Postatakarékpénztár új székháza.

### Későbbi változások
Az épületet 1904 óta mindig is irodaházként használták és tartották fenn, és a második világháború alatt megmenekült a bombázásoktól. 1970 és 1985 között az épület általános felújításon esett át, amelyet egy mélygarázs építése követett. A Postsparkasse alapítójának, Georg Cochnak a Postsparkasse előtti téren felállított emlékművét a mélygarázs elkészülte után már nem a Georg-Coch-Platz közepén, hanem a Stubenring beépítésének építési vonalában helyezték el, hogy a Ringstrassén járókelők számára jobban látható legyen.
Maga a bank az 1970-es évektől egy törvénymódosítással elveszítette kifejezett állami szerepét, és piacorientálttá vált. Idővel a tulajdonhányad közel negyedét megvette a BAWAG, majd 2000-ben az osztrák állam eladta a fennmaradó 74,82%-os tulajdonrészét is. Ezzel a Postsparkasse gyakorlatilag megszűnt, csak márkanévként maradt meg a neve, míg az épület ezzel elveszítette bank jellegét.

### A 2004-es nagy felújítás
2004 tavaszától 2005 őszéig általános felújításra került sor, amely a tervek szerint az épület elkészültének 100. évfordulója előtt fejeződött be. A nagytermi irodákban kicserélték a meglévő légkondicionáló berendezéseket, és a többi irodában (közel 500 ablaktengelyben, összesen 10 000 m² alapterületen) első alkalommal szereltek fel légkondicionáló berendezéseket.
Mivel az épület műemlékvédelem alatt áll, és ezért a szellőzőcsatornák utólagos felszerelése nem lett volna lehetséges, így hűtőmennyezeteket alkalmaztak. A pénztárcsarnok feletti csempézett belső udvart védőburkolatként egy visszahúzható, karcsú üvegszerkezettel fedték be, hogy ellensúlyozzák a csempék leesése által okozott visszatérő károkat, amelyek veszélyeztetik a pénztárcsarnok feletti dupla üvegtetőt. Ezen kívül az évtizedek során eltűnt radiátorokat történelmi minták alapján újraöntötték, az épületen és az épületben lévő felületeket helyreállították, és a lehető legvékonyabb szigetelőüvegeket szerelték be a doboz típusú ablakok belső nyílászáróiba. Számos feltűnő, újabb keletű szellőzőcsatornát is el lehetett távolítani, hogy a vasbeton mennyezetek látványa megnyíljon, és helyreálljon az eredeti térérzet. Az építészeti irányítást a bécsi Hoppe Architekten végezte.

### A 2013 utáni tulajdonosváltások
2013-ban az épületet eladták a SIGNA Prime Selectionnek. 2019 tavaszán a Bawag PSK átköltözött a Signa által épített új székhelyére, a Bécsi főpályaudvarnál található The Icon Vienna épületébe. A Postsparkasse a BAWAG P.S.K. korábbi irodahelyiségként való használata után továbbra is irodaként szándékoztak hasznosítani. 2020-tól a Bécsi Iparművészeti Egyetem, az Osztrák Tudományos Akadémia, az Iparművészeti Múzeum és a linzi Johannes Kepler Egyetem költözött be az épületbe. 2021 decemberében bejelentették, hogy az FWF (Osztrák Tudományos Alap) 2023 elején a Bécs-Alsergrundban található Haus der Forschungból az egykori Postsparkasséba költözik.
2005-től 2020 januárjáig a kasszacsarnokban működött a Wagner Werk nevű építészeti múzeum, amelyben különleges kiállítások voltak a design és építészet témakörében. A WAGNER:WERK Múzeum 2020 júniusában nyílt meg újra, miután a kis pénztárteremben felújítást végeztek.

## Építészeti jellemzői

### Az épület külseje
A nyolc emelet magas épület egy egész háztömböt foglal el. A homlokzatot négyzet alakú márványlapok és pénztrezorokra emlékeztető alumíniumlemezek borítják. Az alsó és felső szintekhez gránitlapok lettek rögzítve. Maga Wagner úgy nyilatkozott, hogy ezek az anyagok „14 nappal tovább fognak tartani, mint az örökkévalóság.” A szegecsek, amelyekkel a márványburkolat látszólag a falhoz van rögzítve, pusztán díszítő jellegűek, és a homlokzatot tagolják. Sokáig úgy vélték, hogy a körülbelül 10 cm vastag lemezeket kizárólag a vakolat tartja a helyén, ami arra utalt, hogy a szegecseknek nincs valódi tartó funkciójuk, és csupán dekoratív „műszögek”. Az anyagelemzés azonban kimutatta, hogy ezek a csavarok valójában „a vékony márványlapok rögzítésének eszközei voltak a habarcságyon.”
A márvány használata nagyon egyszerűvé és olcsóvá teszi a homlokzat karbantartását és tisztítását, ami fontos funkcionális elem Wagner tervezése során. Wagner nagyra értékelte az alumíniumot, az anyagot, amelyet Carl Josef Bayer osztrák vegyész tökéletesített az ipari termelés számára. Az anyagot nemcsak a szegecsekhez használta, hanem az épület külső és belső díszítőelemeihez, például a portikusz oszlopaihoz és a központi fűtés ventilátoraihoz is. A 4,3 méter magas szobrok, amelyek először készültek öntött alumíniumból, és az épület attikáján találhatóak, Wagner régi munkatársának, Othmar Schimkowitznak a munkái. Az üvegablakok részben Leopold Forstner munkái.

### Az épület belseje
A Georg-Coch-Platz felől nyíló főbejáraton keresztül a látogató az előcsarnokba jut, ahol Richard Luksch I. Ferenc József császárt ábrázoló mellszobra látható. Innen egy lépcsőn jut fel a nagyszerű kasszeterembe (Kassenhalle), ahol az ügyfélszolgálatok találhatók. A főcsarnok tehát ténylegesen az első emeleten található. A középső fronton lévő négyzet alakú udvaron az alatta lévő pénztárterem kettős üvegtetője látható; a terem alsó tetőhéjazata boltozatos. A csarnokot átriumként alakították ki, nagy üvegablakokkal, amelyek révén a természetes fény mindig bejut az épület szívébe. A természetes fényt nem csak stilisztikai okokból használják, hanem azért is, hogy csökkentsék az elektromos világítás költségeit. Még a főcsarnok padlója is üveglapokból épült, így a természetes fény tovább jut az alatta lévő emeletre, ahol a postafiókok és a levélválogató helyiségek találhatók. Wagner a főcsarnok dekorációját minimálisra csökkentette, anyagként csak üveget és csiszolt acélt használt. A dekoratív hatást maga az egyszerű, de elegáns anyaghasználat hozza létre. A matt üvegből készült tetőablakot acéloszlopok szúrják át, amelyek karcsú kialakításuk miatt a lehető legkevésbé akadályozzák a beeső fényt. A terem Otto Wagner egyik híres műve, a bécsi szecesszió egyik legszebb példája, amelyben már a premodern elemek is megjelennek. 
Az épület irodatereit a külső ablakok tengelye szerint osztották fel, ismét a természetes fény lehető legnagyobb mértékű kihasználásával. A belső falak nem teherhordóak, így igény szerint átrendezhetők, ami akkoriban még újdonságnak számított, napjainkra viszont a modern irodaházaknál már megszokottá vált.

### Egyéb érdekességek
Otto Wagner már a kezdetektől fogva klimatizálta a nagy termeket, például a kasszacsarnokot és az alatta lévő helyiségeket; a kasszacsarnokban különösen feltűnőek a nagy alumínium ventilátorok. Körülbelül 1984-től 2005-ig azonban a Wagner által tervezettel ellentétes irányban működtek. 2005-ben visszaállították az eredeti légáramlási irányt. Az építész külön stílusos szellőzőket tervezett a fűtést biztosító meleg levegő számára.
A kasszacsarnokban a négy lelógatható adventi koszorúnak külön nyílások lettek kialakítva az üvegtetőn, amelyeken keresztül a felfüggesztéseik áthaladhatnak.
A P.S.K. épülete szerepelt az 1985-ös kiadású, 1998-ig érvényes 500 schillinges bankjegy hátoldalán.

## Galéria

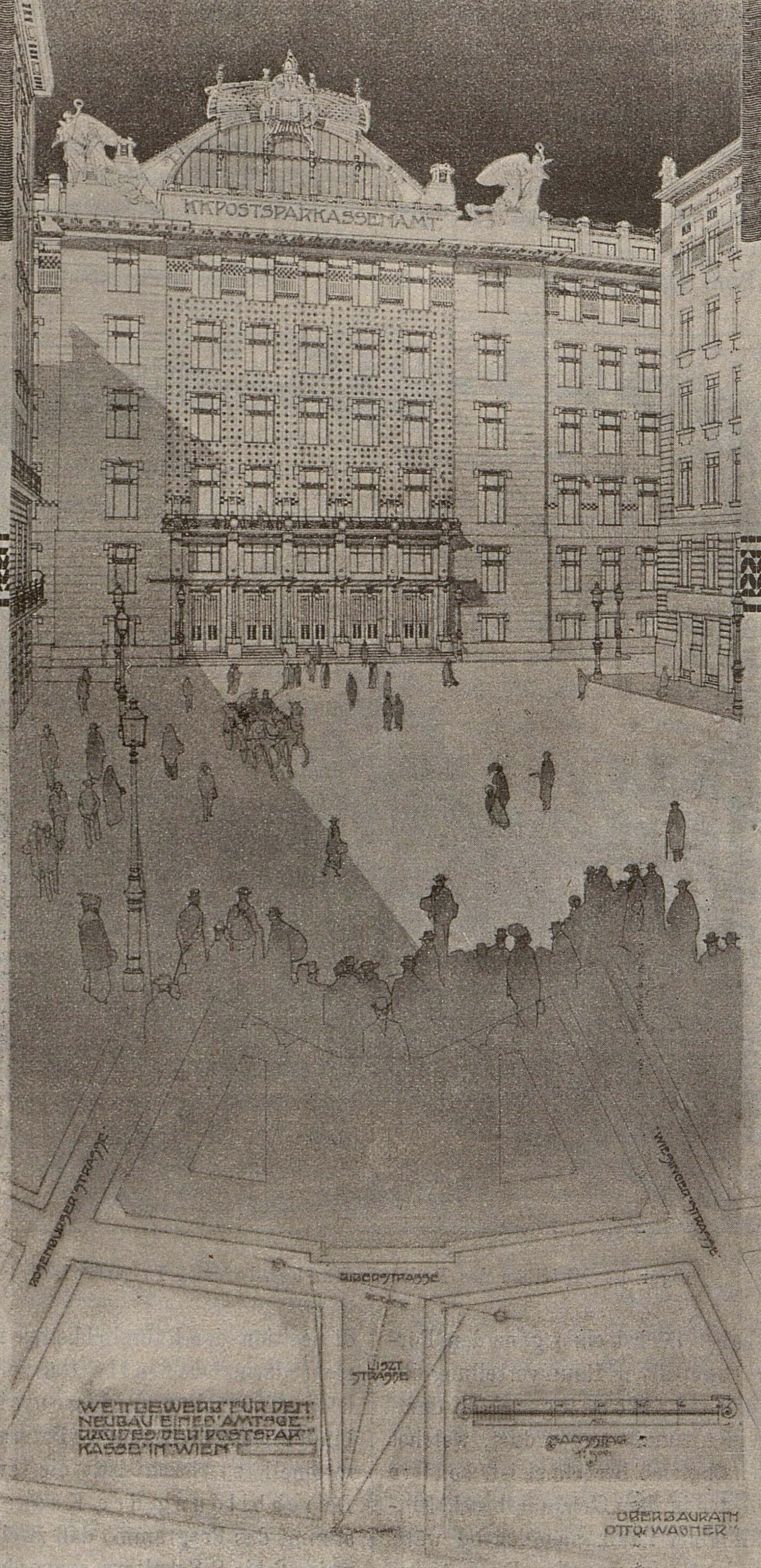
Az épület eredeti, kissé eltérő terve
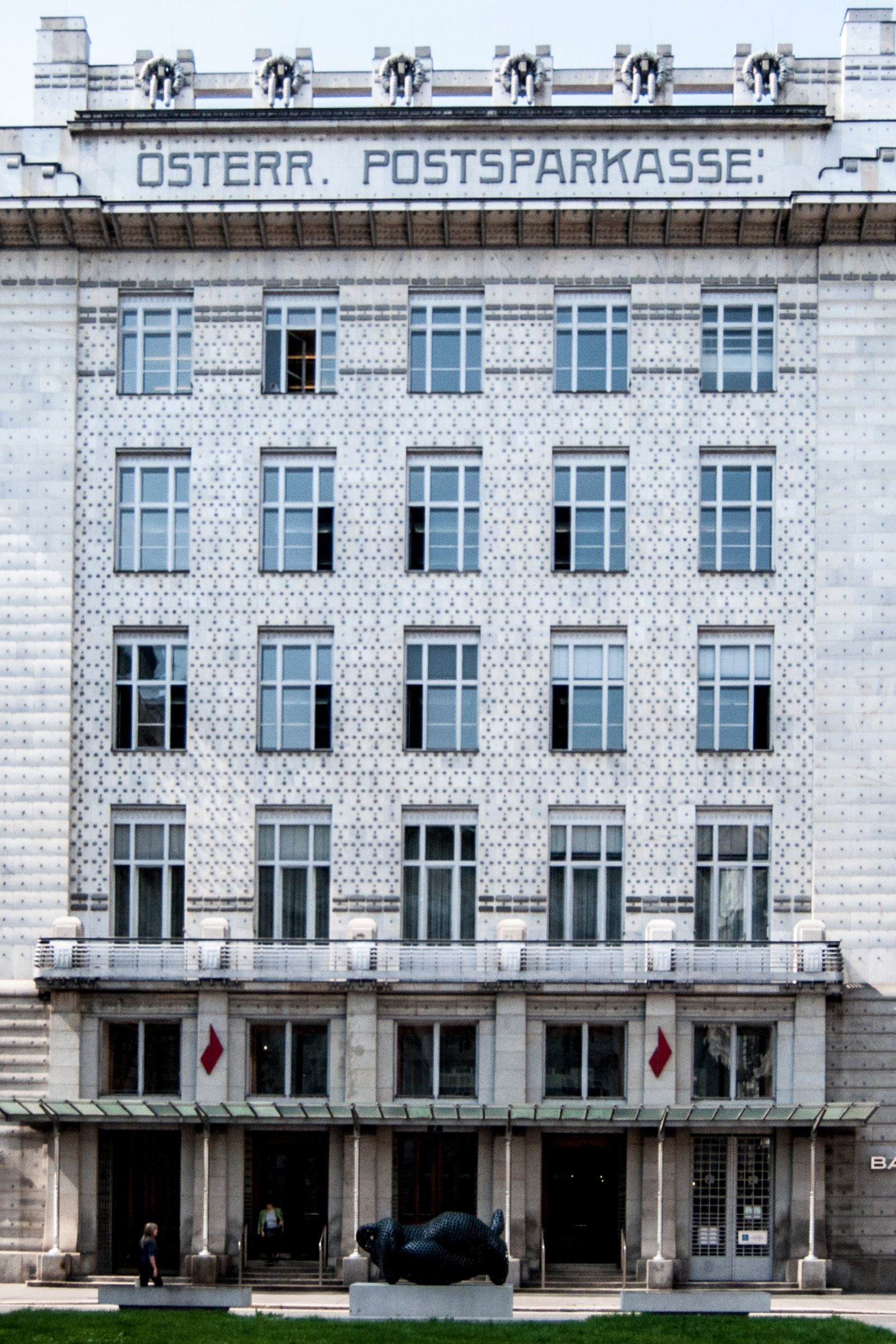
A ténylegesen megvalósult főhomlokzat
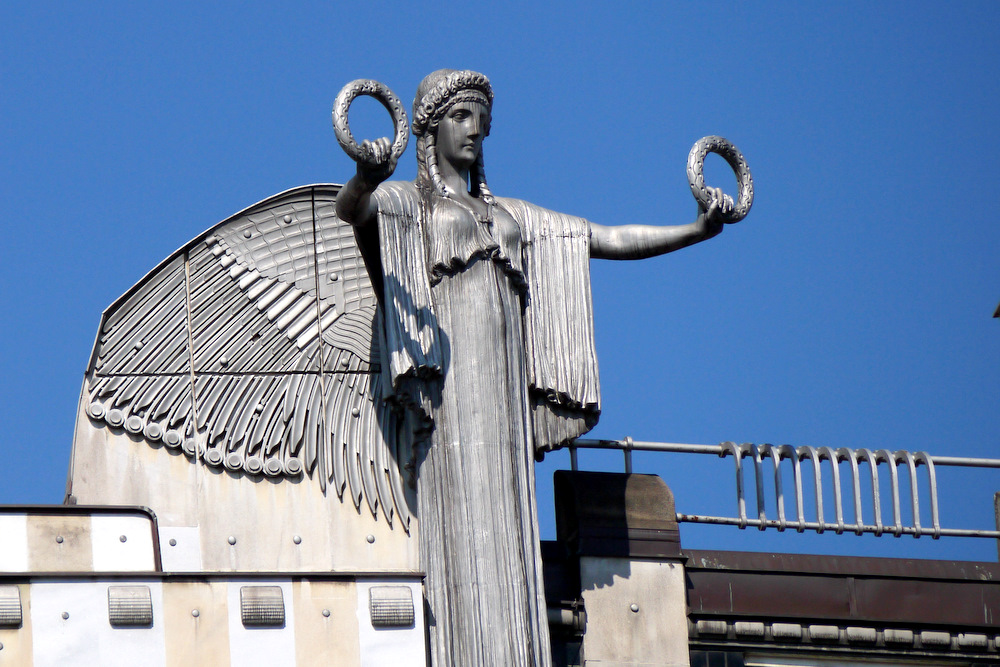
Othmar Schimkowitz egyik alumínium angyalszobra
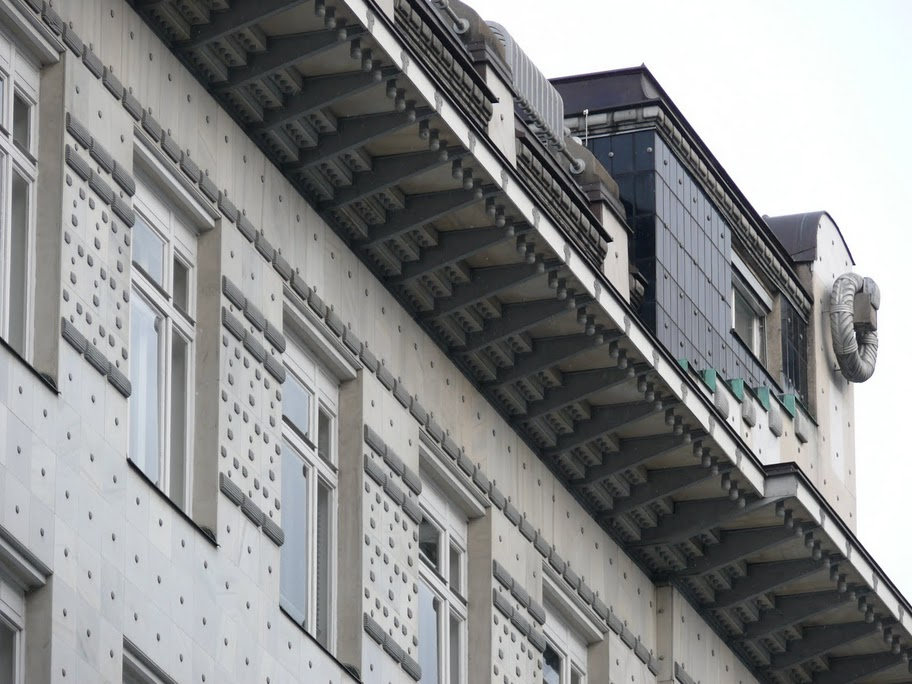
Az alumíniumszegecses külső márványburkolat
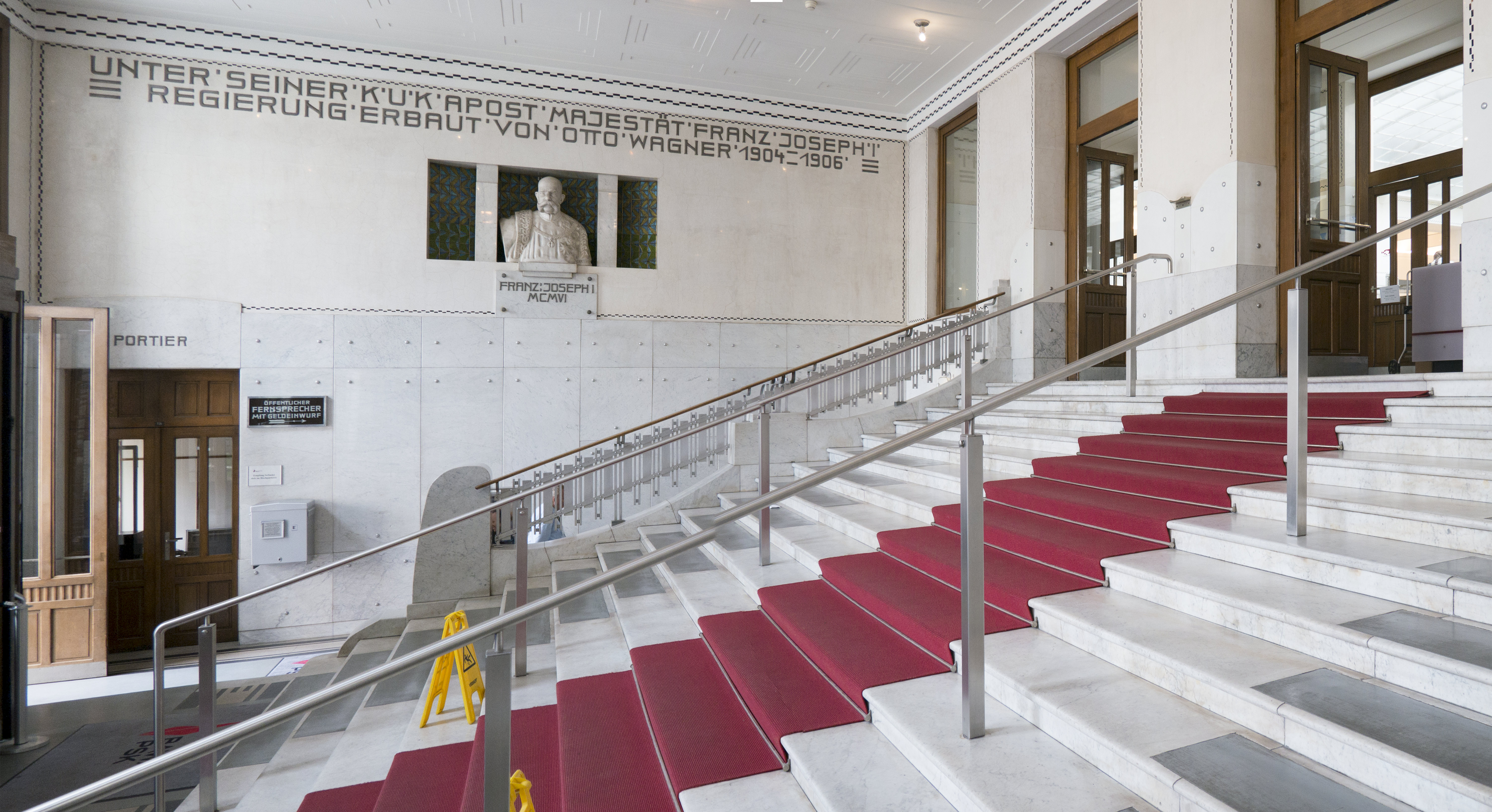
Az előcsarnok
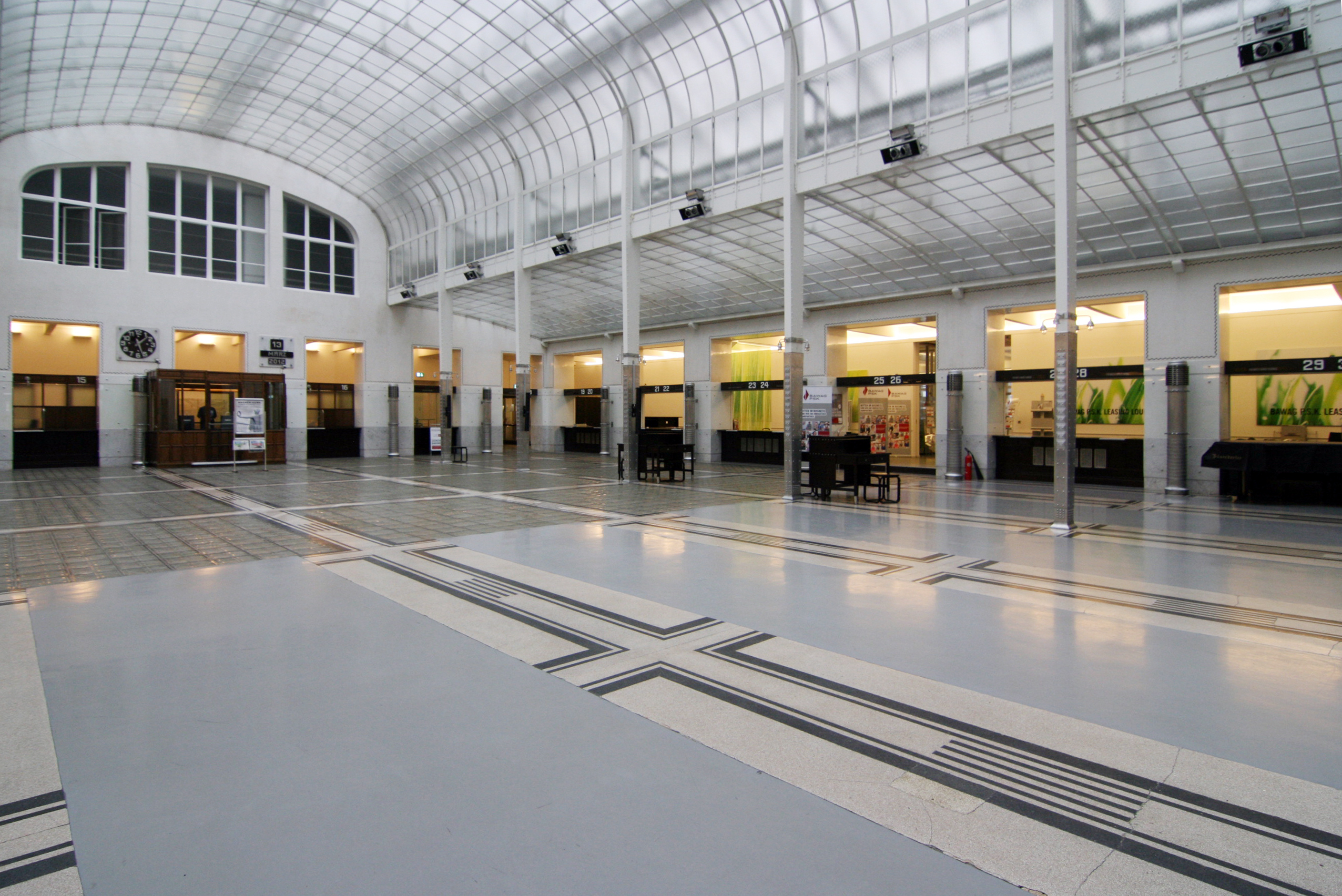
A nagy kasszacsarnok
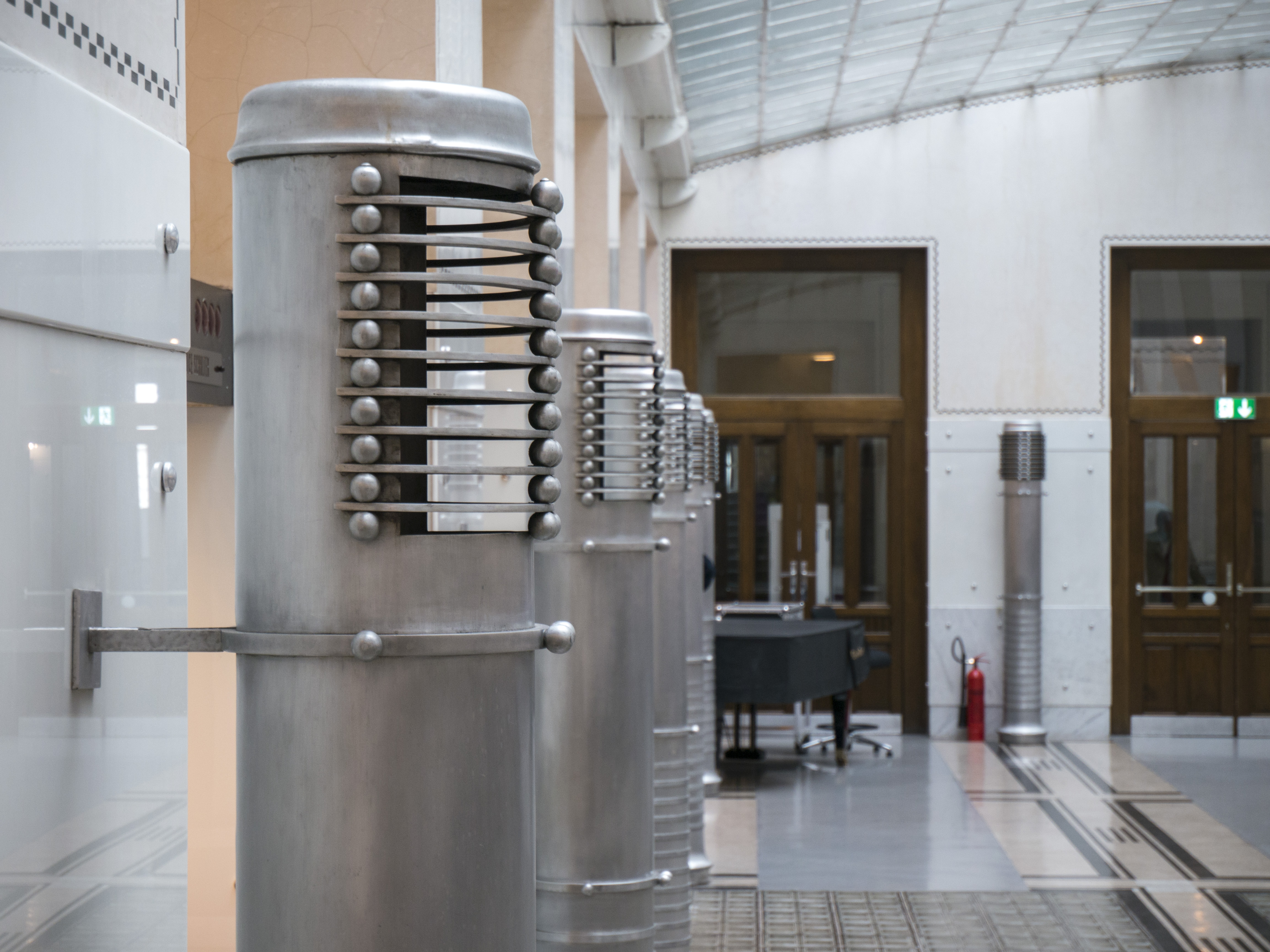
Az egyedi szellőzők
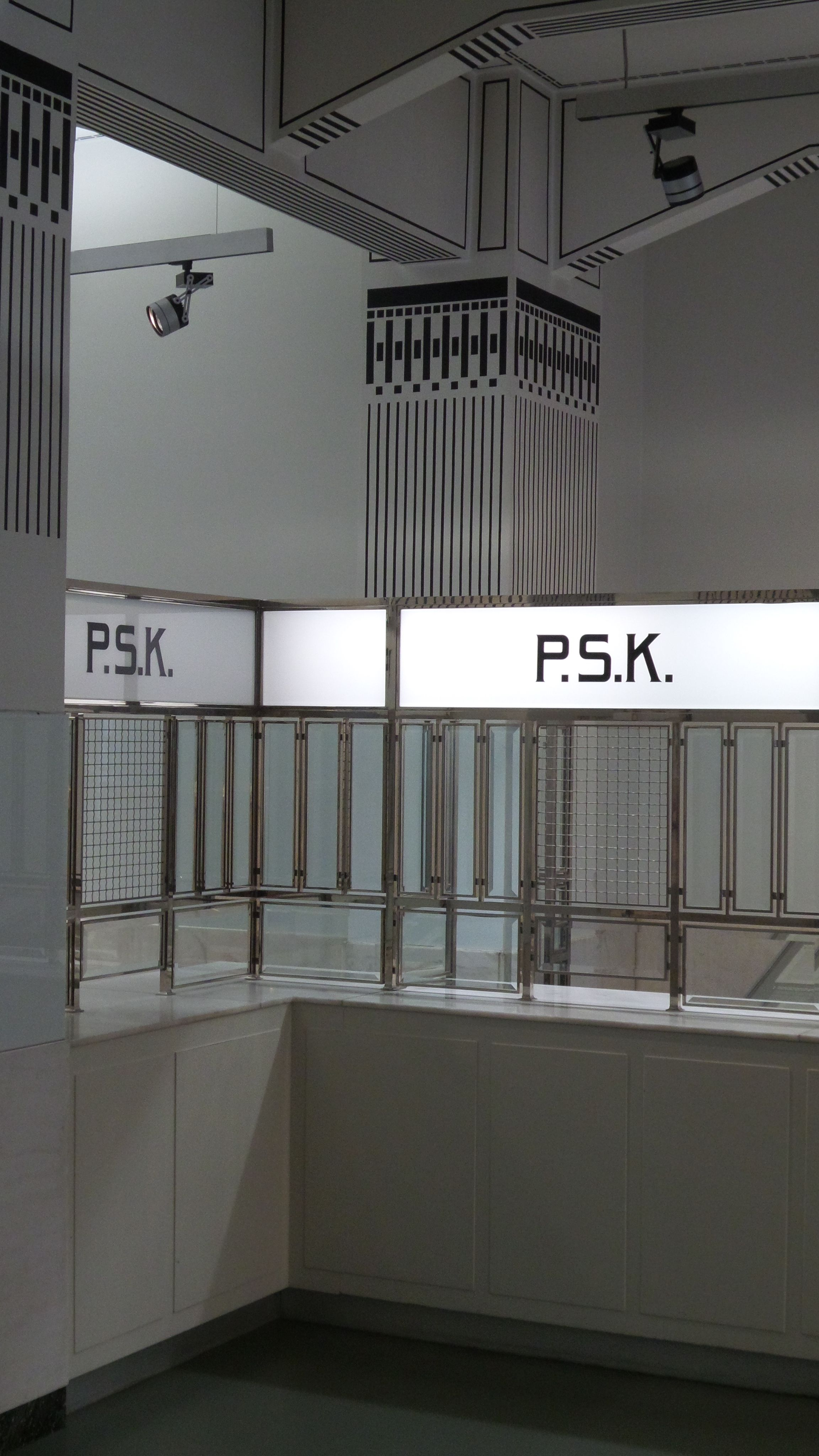
A letisztult kasszapultok
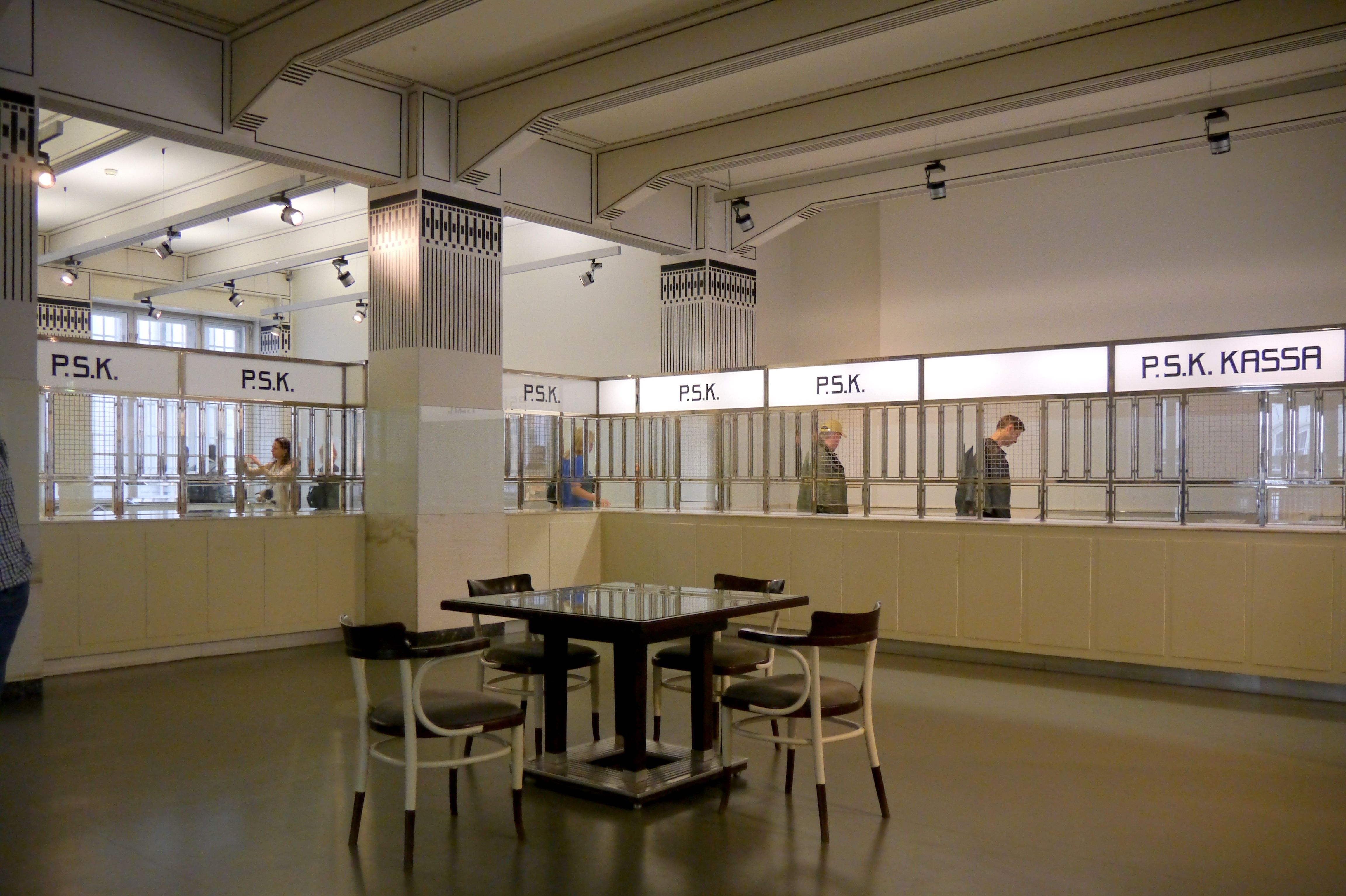
A hátsó kasszacsarnok
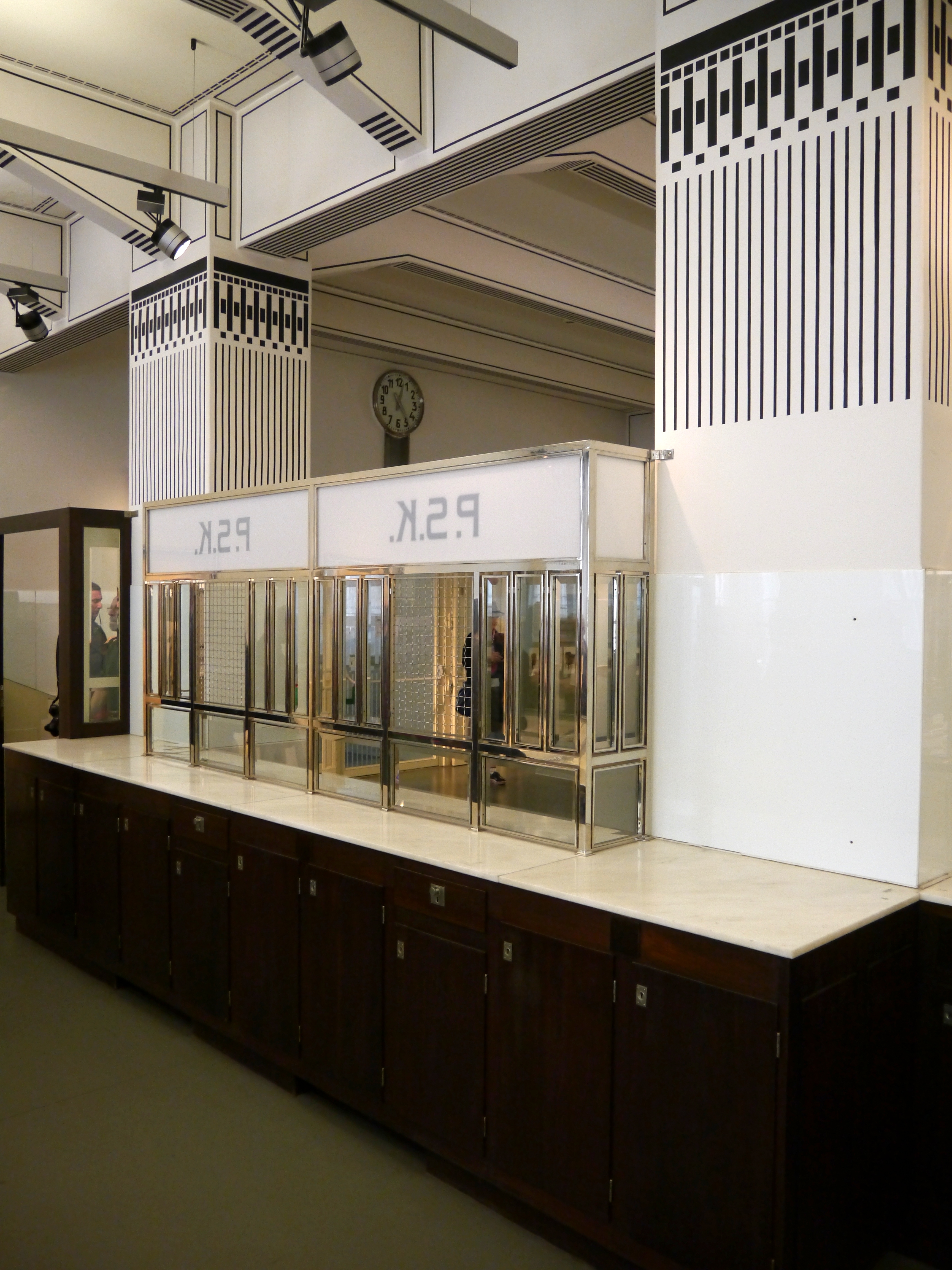
Pultok a hátsó kasszacsarnokban
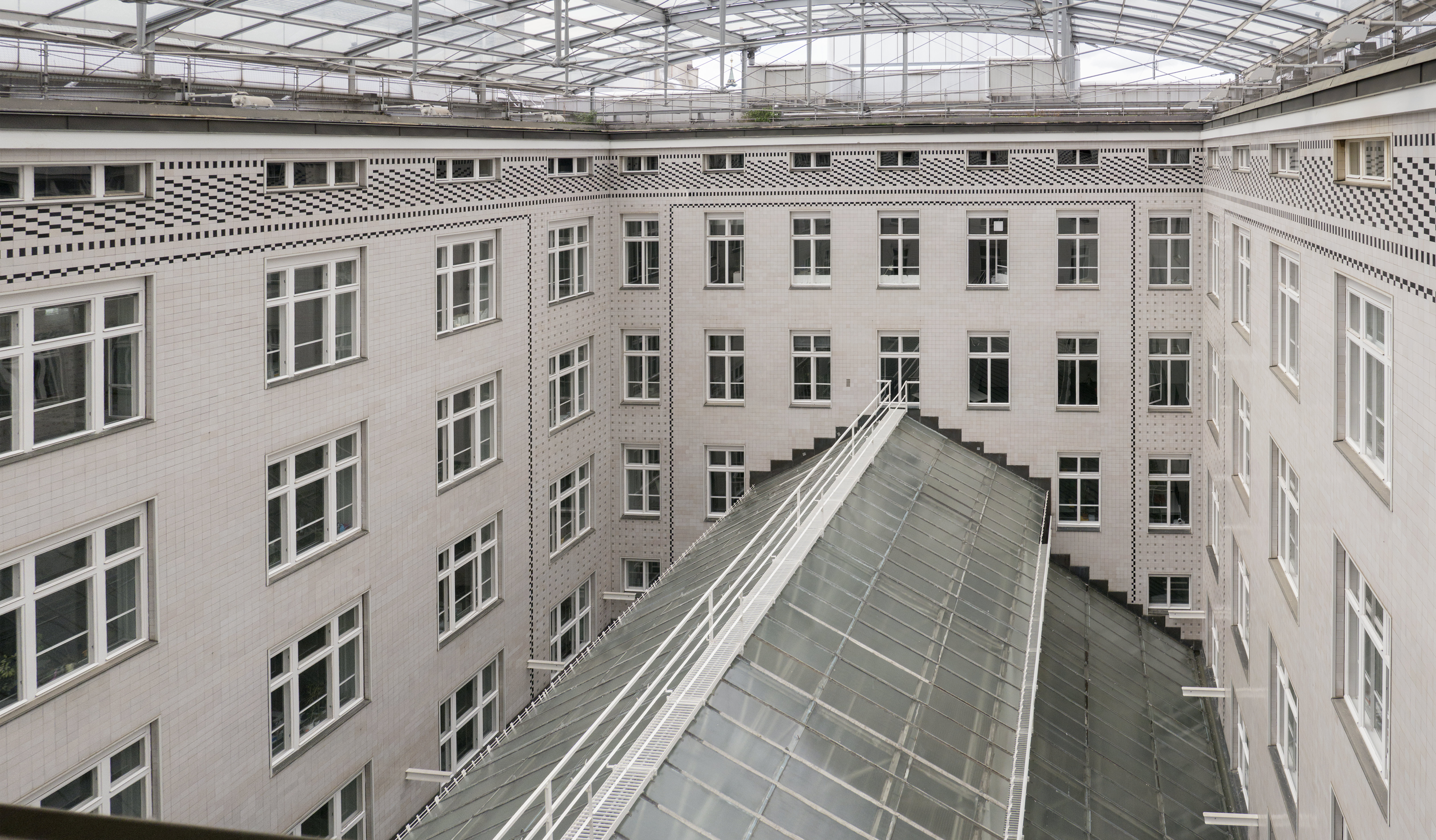
A csarnok feletti üvegtetők
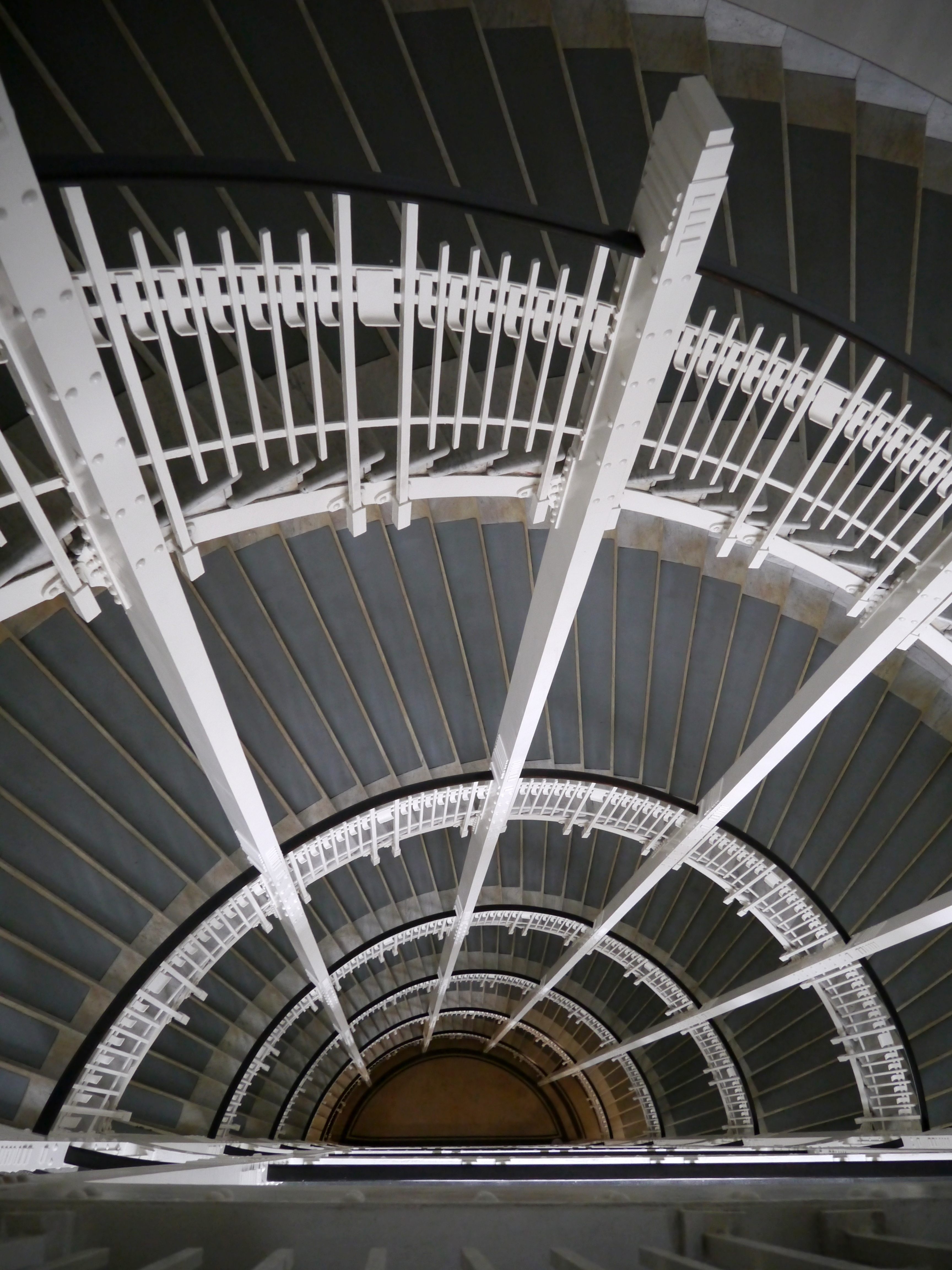
A köztisztviselők nagy lépcsőháza
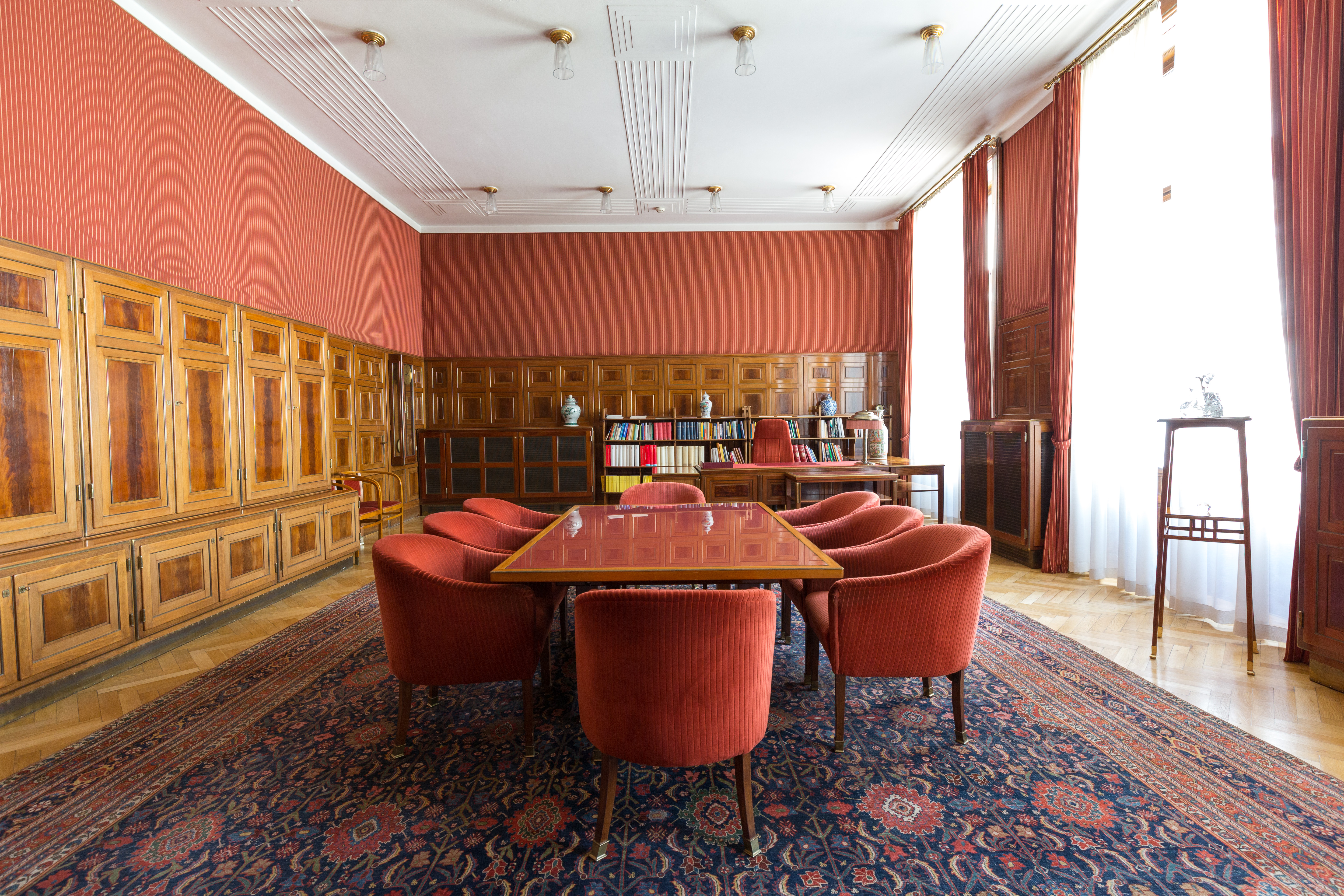
Az egyik elnöki iroda
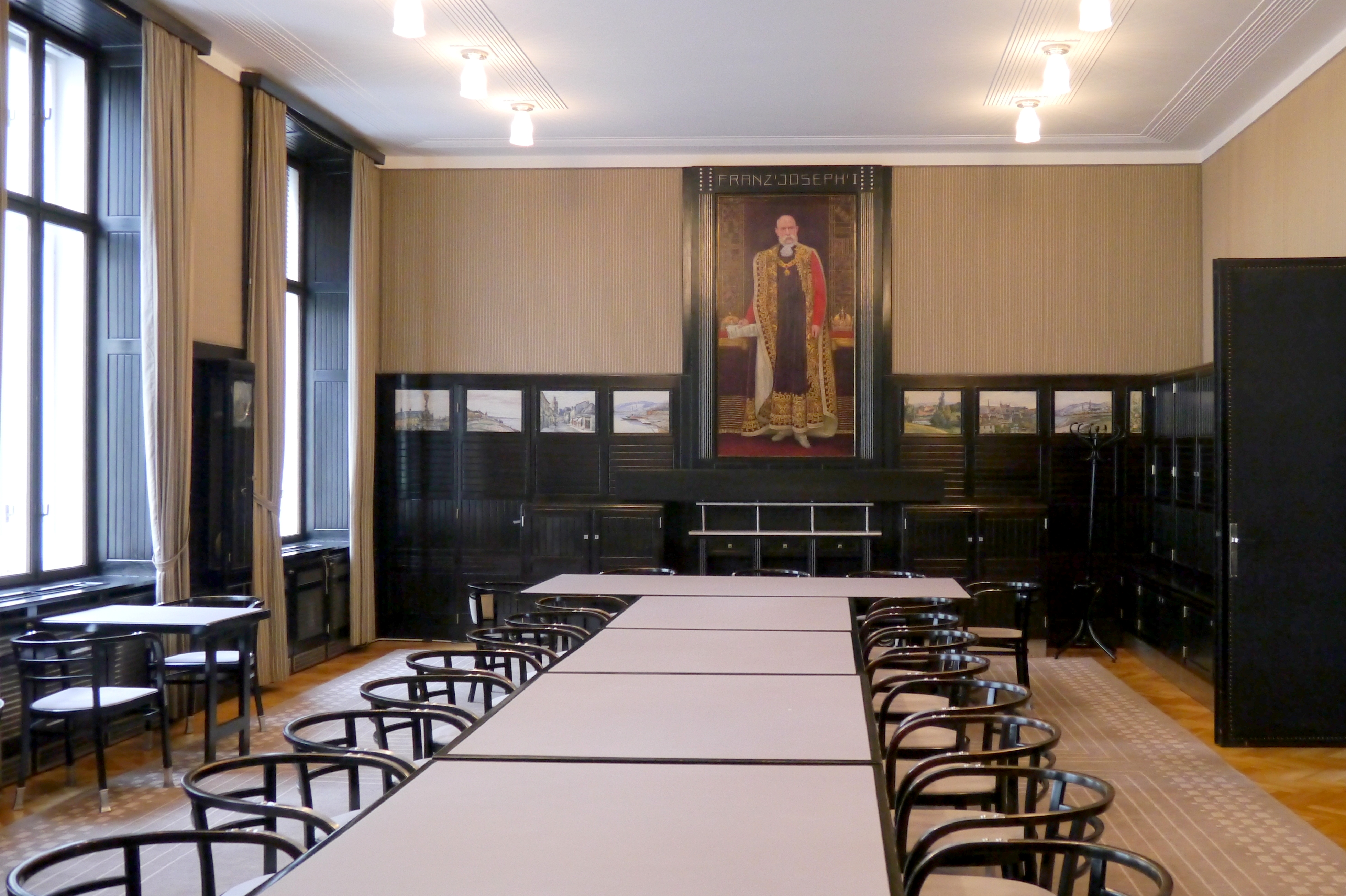
A tárgyalóterem

## Fordítás
- Ez a szócikk részben vagy egészben  a   Wiener Postsparkasse című német Wikipédia-szócikk ezen változatának fordításán alapul.  Az eredeti cikk szerkesztőit annak laptörténete sorolja fel. Ez a jelzés csupán a megfogalmazás eredetét és a szerzői jogokat jelzi, nem szolgál a cikkben szereplő információk forrásmegjelöléseként.
- Ez a szócikk részben vagy egészben  az   Austrian Postal Savings Bank című angol Wikipédia-szócikk ezen változatának fordításán alapul.  Az eredeti cikk szerkesztőit annak laptörténete sorolja fel. Ez a jelzés csupán a megfogalmazás eredetét és a szerzői jogokat jelzi, nem szolgál a cikkben szereplő információk forrásmegjelöléseként.